# Перечинская городская община
Перечинская городская общи́на (укр. Перечинська міська громада) — территориальная община в Ужгородском районе Закарпатской области Украины.
Административный центр — город Перечин.
Население составляет 12 592 человека. Площадь — 121,7 км².

## Населённые пункты
В состав общины входит 1 город (Перечин) и 4 села: Ворочово, Заречово, Симерки и Симер.